# 東白川村平和祈念館
東白川村平和祈念館（ひがししらかわむらへいわきねんかん）とは、岐阜県加茂郡東白川村にある博物館。

## 概要
1994年（平成6年）開館。建物は1993年（平成5年）4月まで使用された旧・東白川村役場の石造の倉庫を転用している。
東白川村の村内で集められた戦争資料、約800点を収蔵する。収蔵物は西南戦争から太平洋戦争までの東白川村の戦没者と開拓団の物故者に関わるもの、戦争体験者による関連資料などである。
はなのき会館に隣接する。

## 主な収蔵物
- 日章旗
- 軍服
- 銃弾
- 砲弾
- 軍刀
- 軍票
- 召集令状
- 千人針
- 戦地からの手紙
- 戦時中の教科書、書籍
- 従軍者の日記
- 焼夷弾（破片）

## 利用案内
- 住所：岐阜県加茂郡東白川村神土
- 営業時間：13：00 - 15：00
- 開館日：不定期　※東白川村役場村民課に確認が必要
- 利用料金：無料

## 交通アクセス

### 公共交通機関
- 濃飛バス白川東白川線「東白川村役場」バス停より徒歩約12分
  - JR高山本線白川口駅より「越原消防センター 」行き